# Luftflotte 3
Luftflotte 3 (Air Fleet 3) è stata una delle divisioni principali della Luftwaffe tedesca nella seconda guerra mondiale. È stata costituita il 1 febbraio 1939 da Luftwaffengruppenkommando 3 a Monaco di Baviera e ribattezzata Luftwaffenkommando West (commando aereo dell'ovest) il 26 settembre 1944. Questo distaccamento della Luftwaffe aveva sede nelle aree occupate della Francia settentrionale, dei Paesi Bassi, del Belgio e della Francia di Vichy, per supportare le forze dell'Asse nell'area. I suoi uffici di comando erano a Parigi.

## Ricognizione strategica
- Pugnalata /FAGr.123 (Toussus le Noble – Buc)
- 4. (F)/123 ( Saint-André-de-l'Eure )
- 5. (F)/123 ( Monchy-Breton )
- 1. (FA)/ 121 (Toussus le Noble – Buc)

## II. Fliegerkorps (II. Air Corps) Chartres
Fliegerführer West (direttore di volo nell'area ovest/attacco aereo terrestre)

### Ricognizione tattica
- Pugnalata /NAGr.13 ( Chartres )
- 1. /NAGr.13 ( Chartres )
- 3. /NAGr.13 ( Laval )

### Attacco aereo terrestre
- III. / SG 4 ( Clermont-Ferrand )
- III. /SG 4 (Stacca) ( Avord )

## IX. Fliegerkorps (IX. Air Corps) Beauvais-Lille

### Ricognizione strategica
- 3. (FA)/122 (Soesterberg)
- 6. (F)/123 ( Cormeilles )

### Bombardieri (medi)
- Pugnalata / KG 2 ( Gilze en Rijen )
- I./KG 2 ( Gilze en Rijen )
- II. /KG 2 ( Gilze en Rijen )
- III. /KG 2 (Hesepe)
- Pugnalata/ KG 6 (Melun-Villaroche)
- I./KG 6 (Melun-Villaroche)
- II. /KG 6 (Melun-Villaroche)
- III. /KG 6 (Melun-Villaroche)
- 16. /KG 6(JABO/Rapid) (Soesterberg)
- Pugnalata / KG 30 (Zwischenhan)
- I./KG 30 ( Lecca )
- 4. / KG 51 (JABO/Rapid) (Soesterberg)
- 5. /KG 51(JABO/Rapid) ( Gilze en Rijen )
- 6. /KG 51(JABO/Rapid) (Soesterberg)
- Pugnalata / KG 54 ( Eindhoven )
- I./KG 54 ( Eindhoven )
- III. /KG 54 ( Eindhoven )
- III. / KG 66 ( Montdidier )
- (Eins)St. IV. /KG 101 ( Saint-Dizier )
- Pugnalata (KG)/ LG 1 (Melsbroek)
- I.(KG)/LG 1 (Le culotte)
- II. (KG)/LG 1(Melsbroek)

### JABO (Gruppi d'attacco di cacciabombardieri/incursioni)
- I.(Jb)/ SKG 10 ( Tour )

## X.Fliegerkorps (X.Air Corps) Angers

### Incarichi speciali/operazioni a lunga distanza
- 1. / KG 200 ( Mont-de-Marsan )
- 1. /KG 200(Stacca) ( Bordeaux – Mérignac )
- II/KG 200 ( Biscarrozze )

### Ricognizione strategica/marittima (ultra lungo raggio)
- Pugnalata /FAGr.5 ( Mont-de-Marsan )
- 1. (F)/5 ( Mont-de-Marsan )
- 2. (F)/5 ( Mont-de-Marsan )
- 4. (FA)/5 ( Nantes )
- 3. (F)/123 ( Corme-Écluse )
- 1. (F)/SAGr.129 ( Biscarrosse )
- 1. (F)/JG.52 "BF 109"

### Bombardieri (pesanti) Supporto sottomarino/Attacco mercantile (lungo raggio)
- Pugnalata / KG 40 ( Bordeaux – Mérignac )
- 1. /KG 40 ( Tolosa – Blagnac )
- 2. /KG 40 ( Bordeaux – Mérignac )
- II. /KG 40 ( Bordeaux – Mérignac )
- 7. /KG 40 ( Saint-Jean-d'Angély )
- 8. /KG 40 ( Cognac )
- 9. /KG 40 ( Cognac )

### 2. Divisione Flyer (2. Divisione Aerea) Montfrin

#### Ricognizione strategica/tattica/marittima (medio-corto raggio)
- 1. (F)/33 (San Martino)
- 2. /NAGr.13 ( Cuers )
- 2. /SAGr.128 ( Berre )

### Bombardieri (medi)
- Pugnalata / KG 26 ( Montpellier )
- II. /KG 26 (LT) ( Valenza )
- III. /KG 26 (LT) ( Montpellier )
- III. /KG 26 (LT)(Stacca) ( Valenza )
- Pugnalata / KG 77 ( Salon-de-Provence )
- I./KG 77 (LT) ( Arancio-Caritat )
- III. /KG 77 (LT) (Arancio-Caritat)
- 6. /KG 77 ( Istre )
- 4. /KG 76 ( Istre )
- 6. /KG 76 ( Istre )
- Pugnalata / KG 100 ( Tolosa – Francazal )
- III. /KG 100 ( Tolosa – Francazal )

## II. Jagdkorps (II. Corpo di caccia) Chantilly

### Jagdabschnittführer 4 (Direzione caccia 4°) St Pol-Brias

#### Combattenti
- Pugnalata / JG 1 ( St.Quentin – Clastres )
- I./ JG 3 ( St.Quentin – Clastres )
- I./ JG 5 ( St.Quentin – Clastres )
- II. / JG 11 (Mons en Chaussée)
- I./ JG 301 ( Épinoy )
- Pugnalata / JG 27 ( Champfleury )
- I./JG 27 ( Verto )
- III. /JG 27 ( Connantre )
- IV. /JG 27 ( Champfleury )

#### Combattenti notturni
- Pugnalata / NJG 4 ( Chenay )
- I./NJG 4 ( Florennes )
- III. /NJG 4 (Junvincourt)
- Pugnalata /NJG 5 ( Haguenau )
- I./NJG 5 ( Saint-Dizier )
- III. /NJG 5 ( Athies-sous-Laon )

### Jagdabschnittführer 5 (Direttore combattente 5) Bernay

#### Combattenti
- Pugnalata / JG 2 ( Creil )
- I./JG 2 ( Crillo )
- II. /JG 2 ( Crillo )
- III. /JG 2 ( Crillo )
- Pugnalata / JG 3 ( Évreux )
- II. /JG 3 ( Guyancourt )
- III. /JG 3 (Mareilly)
- Pugnalata / JG 11 ( Le Mans )
- I./ JG 11 ( Le Mans )
- io. /JG 11 ( Le Mans )
- I./JG 1 ( Alençon )
- II. /JG 1 ( Alençon )
- Pugnalata / JG 26 ( Guyancourt )
- I./JG 26 ( Guyancourt )
- II. /JG 26 ( Guyancourt )

#### Combattenti notturni
- Pugnalata / NJG 2 ( Coulommiers )
- I./NJG 2 ( Châteaudun )
- II. /NJG 2 ( Coulommier )
- II. / NJG 4 ( Coulommier )

### Jagdabschnittführer Bretagne (Direzione combattenti in Bretagna) Brest

#### Combattenti
- II. / JG 53 ( Vannes )

### Jagdabschnittführer Südfrankreich (Direzione caccia della Francia meridionale) Aix

#### Combattenti
- 1. /JGr 200 (Arancio-Caritat)
- 2. /JGr 200 ( Avignone )
- 3. /JGr 200 (Arancio-Caritat)

## Jagdlehrer-Gr Bordeaux (Instruction Wing nel settore Bordeaux)
- Jagdabschnittführer Bordeaux (Direzione Combattente a Bordeaux) Bordeaux-Mérignac
- Zerstörer (combattenti pesanti)
  - Pugnalata / ZG 1 ( Bordeaux – Mérignac )
  - 1. /ZG 1 ( Corme-Écluse )
  - 3. /ZG 1 ( Corme-Écluse )
  - 2. /ZG 1 ( Châteauroux )
  - III. /ZG 1 ( Cazaux )

## Unità di attacco speciale della Luftwaffe
- Bombardieri a reazione/bombardieri da caccia a reazione
  - (R)"Blitz" KG 76 ( Istres )
  - II. St.(JABO)/ KG 51 (Soesterberg)
- Mistel Sezione Speciale
  - 2. (Mistello I) /KG 101 ( Saint-Dizier )
  - II. (Mistel I) -(Stacca)/ KG 200 ( Saint-Dizier )
- Bombardieri con lanciatori V-1
  - Pugnalata / KG 3 ( Venlo )
  - II. /KG 3 (noto anche come I./KG.5) ( Venlo )
  - I./KG 53 "Legione Condor" ( Gilze en Rijen )
  - III. /KG 53 "Legione Condor" ( Gilze en Rijen )
- Luftwaffe V-1 unità rampe fisse/mobili; operato vicino a Calais (Francia), e in Belgio e Paesi Bassi.
  - Untergruppenbezeichnung FZG (Flakzielgerät) 76 (noto anche come 5. Divisione Flak (W), poi Armeekorps zur Vergeltung)
  - I./155 Artillerie Abt (W)
  - II./155 Artillerie-Abt (W)
  - III./155 Artillerie-Abt (W)
- Unità di trasporto speciale della Luftwaffe (1944–45); con sede a Muhldorf, in Baviera, e composta da Elicotteri:
  - Focke-Achgelis Fa 223 Drachen
  - Flettner FL 265
  - Flettner 282B Kolibri
- Sezioni di rampe mobili Heer/Luftwaffe V-2
- Division zur Vergeltung (Div.z. V.); guidato da Heer e dai comandanti delle SS, che lavorano insieme al personale e alle strutture della Luftwaffe. Hanno operato in Francia, Belgio e Paesi Bassi.
- "Div.z. V." Gruppo Nord
  - 444º Artiglieria-Abt
  - 485° Artillerie- Abt (noto anche come Artillerie Regiment z. V. 902)
  - 2°./485º Artiglieria-Abt
- "Div.z. V." Sudgruppe
  - 500° Waffen SS Artillerie-Abt (noto anche come 500° SS Werfer Abt. )
  - 836° Artillerie-Abt (noto anche come Artillerie Regiment zur Vergeltung 901)
- Unità rampe mobili Heer V-4 "Rheinbote".
  - I./709 Artillerie Abt
- Gruppo di artiglieria Heer V-3
  - 705º Artiglieria Abt.

## Abbreviazioni
- FAGr = Fernaufklärungsgruppe = aereo da ricognizione strategico a lungo raggio.
  - Gruppe = equivalente a un gruppo USAAF.
- JG = Jagdgeschwader = Combattenti.
  - Geschwader = equivalente a un'ala USAAF.
- JGr = Jagdgruppe = Combattenti.
- KG = Kampfgeschwader = Bombardieri.
- LG = Lehrgeschwader = Formazione Operativa.
- NAGr = Nahaufklärungsgruppe = Velivolo di osservazione a corto raggio/tattico .
- NJG = Nachtjagdgeschwader = Combattenti notturni
- SAGr = Seeaufklärungsgruppe = aereo di pattugliamento marittimo
- SKG = Schnellkampfgeschwader = Bombardieri veloci.
- St = Staffel = equivalente a uno Squadrone della RAF.
- ZG = Zerstörergeschwader = caccia pesanti diurni bimotore.

## Ufficiali in comando

Bandiera per il capo di una Luftflotte

- Generalfeldmarschall Hugo Sperrle, 1 febbraio 1939 - 23 agosto 1944
- Generaloberst Otto Deßloch, 23 agosto 1944-22 settembre 1944
- Generalleutnant Alexander Holle, 22 settembre 1944-26 settembre 1944

ribattezzato Luftwaffenkommando West
- Generalleutnant Alexander Holle, 28 settembre 1944-15 novembre 1944
- Luogotenente generale Joseph Schmid, 16 novembre 1944-27 aprile 1945
- Generalleutnant Martin Harlinghausen, 28 aprile 1945-8 maggio 1945

### Capo dello staff
- Il maggiore generale Maximilian Ritter von Pohl, 1 febbraio 1939 - 10 giugno 1940
- Oberst Günther Korten, 11 giugno 1940 - 31 dicembre 1940
- Il maggiore generale Karl Koller, 1 gennaio 1941 - 23 agosto 1943
- Generalleutnant Hermann Plocher, 1 ottobre 1943 - 26 settembre 1944

ribattezzato Luftwaffenkommando West
- Oberst Hans Wolters, settembre 1944 - marzo 1945
- Oberst Heinrich Wittmer, marzo 1945 - maggio 1945